# Polycyrtus lidiae
Polycyrtus lidiae är en stekelart som beskrevs av Zuniga 2004. Polycyrtus lidiae ingår i släktet Polycyrtus och familjen brokparasitsteklar. Inga underarter finns listade i Catalogue of Life.